# Бренер (региональный совет)
Бреннер (ивр. ברנר‎) — региональный совет в Центральном округе Израиля, основанный в 1950 году и расположенный между городами Явне и Реховот.
Название регионального совета происходит от местности, в которой он расположен, а именно от кибуца Гиват-Бреннер. Кибуц и региональный совет были названы в честь известного ивритоязычного писателя Йосефа Хаима Бреннера. Площадь регионального совета 36 квадратных километров.

## Население
По статистическим данным Центрального статистического бюро Израиля население регионального совета на 2024 год составляет 8 066 человек.

## Границы совета
Региональный совет Бреннер ограничен следующими административными единицами:
- С севера: Реховот и региональный совет Ган-Раве
- С востока: Кирьят-Экрон и региональный совет Гезер
- С юга: Гедера и региональный совет Гдерот
- С запада: Региональный совет Хевель-Явне